# Cypressfläta
Cypressfläta, Hypnum cupressiforme, är en bladmossart som beskrevs av Johann Hedwig 1801. Cypressfläta ingår i släktet flätmossor (Hypnum), familjen Hypnaceae och klassen egentliga bladmossor (Bryopsida).Arten är reproducerande i Sverige. Inga underarter finns listade i Catalogue of Life. Det är en vittspridd mossa som finns på alla kontinenter utom Antarktis, dock huvudsakligen i Europa, Asien och Nordamerika, där den är vanligt förekommande. Mossan är dioik (tvåbyggare) och växer på de flesta underlag utom vid kärr. Ofta återfinns den vid trädbaser samt på stenar och stubbar, men även klippor och murar är vanliga växtplatser. Arten benämndes tidigare Bergklomossa.

## Utseende
Cypressfläta varierar mycket i sitt utseende och kan vara svår att skilja från andra mossor, särskilt andra Hypnum-arter. Den blir 2–10 cm lång och är ljust grön till mörkt brungrön, med en blek till gulgrön (hos äldre exemplar brun) stam. Bladen är i typfallet formade som bågar eller skärvor – eller klor, vilket gett det svenska namnet. När bladen ligger på varandra gör detta att mossan ser flätad ut. Flätorna blir tjockare ju kalkrikare underlaget är. Stammen har få förgreningar och uppvisar inget tydligt förgreningsmönster. Bladen har varken mittnerv eller tänder längs kanterna och mäter 1,5–2 gånger 0,5–0,8 mm. Bladkanterna är tillbakaböjda närmast bladbasen. I bladens bashörn, närmst stammen, finns en triangulär till kvadratisk samling annorlunda celler. Dessa kan bestå av större kvadratiska, ibland brunfärgade, celler eller ett större antal mindre celler, vilka är nästan kvadratiska. Pseudoparafyllierna (de bladlika strukturerna på stammen nära förgreningarna) är trådlika och sitter i serier om 1–3.
Sporhusskaftet (seta) är rödbrunt och 1–3 cm långt. Även sporkapseln är rödbrun till färgen, 1,8–2,8 mm lång, cylindrisk och lätt böjd. Kapsellocket (operculum) är koniskt till näbbformat.

## Bildgalleri

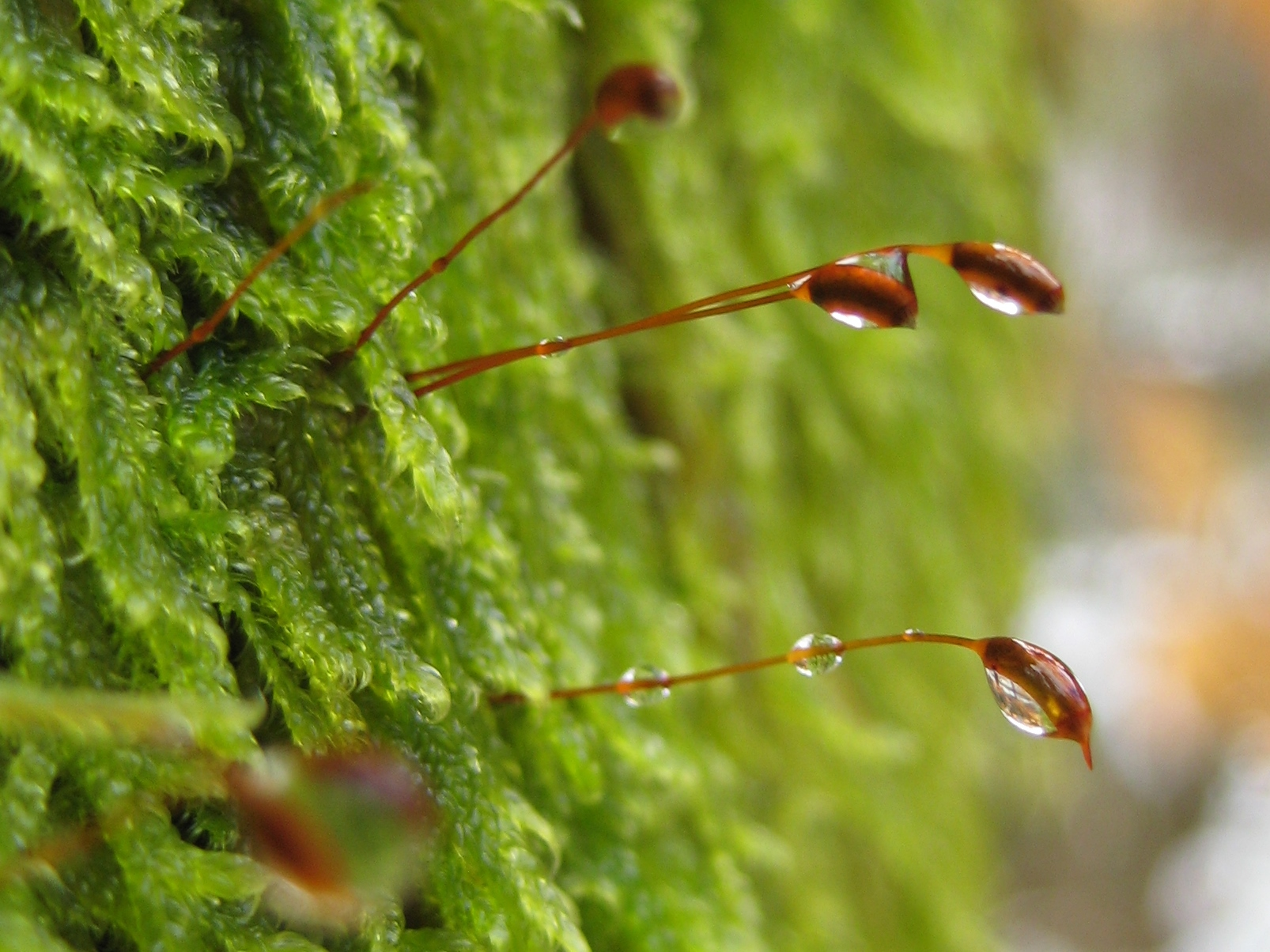
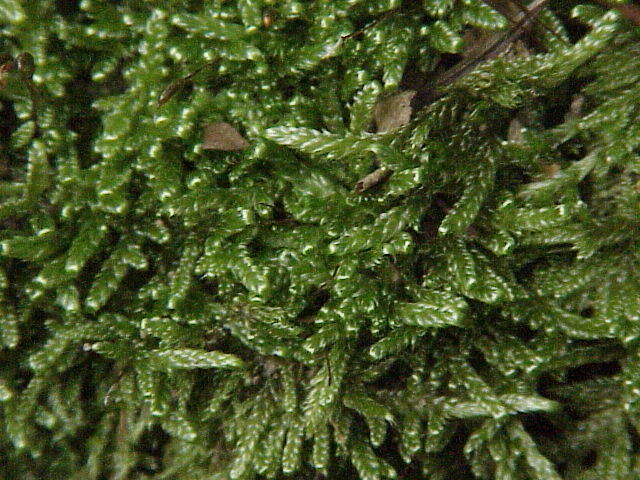

### Webbkällor
- ”Hypnum cupressiforme”. Bryophyte Flora of North America. http://www.efloras.org/florataxon.aspx?flora_id=50&taxon_id=200002507. Läst 18 juli 2010.